# 富山県内市町村指定文化財一覧
富山県内市町村指定文化財一覧（とやまけんないしちょうそんしていぶんかざいいちらん）は、富山県内の市町村指定文化財の一覧である。

## 市部
- 富山市指定文化財一覧
- 高岡市指定文化財一覧
- 魚津市指定文化財一覧
- 氷見市指定文化財一覧
- 滑川市指定文化財一覧
- 黒部市指定文化財一覧
- 砺波市指定文化財一覧
- 小矢部市指定文化財一覧
- 南砺市指定文化財一覧
- 射水市指定文化財一覧

## 中新川郡
- 舟橋村指定文化財一覧
- 上市町指定文化財一覧
- 立山町指定文化財一覧

## 下新川郡
- 入善町指定文化財一覧
- 富山県朝日町指定文化財一覧